# Mühlengebäude Giehlermühlen 1D
Das Mühlengebäude Giehlermühlen 1D der ehemaligen Kornwassermühle an der Bundesstraße 74 in der niedersächsischen Gemeinde Vollersode-Gielermühle wurde am Anfang des 20. Jahrhunderts gebaut. Aktuell (2025) wird es zum Wohnen genutzt.
Das Gebäude steht unter Denkmalschutz (siehe auch Liste der Baudenkmale in Vollersode).

## Geschichte und Beschreibung
Die Gemeinde Vollersode wurde erstmals 1185 als Valdersha erwähnt und ist heute Teil der Samtgemeinde Hambergen. Giehlermühlen liegt nördlich von Vollersode. Die ehemalige Giehler Wassermühle liegt an einer Furt des Giehler Bachs, einem Nebenfluss der Hamme.
Das viergeschossige traufständige verklinkerte massive Gebäude mit ziegelgedecktem Satteldach wurde um 1900 als Teil der Wassermühle gebaut. Im Norden der Westfassade sind vier übereinanderliegende Luken als Zugang zu den Speichergeschossen. Das Haus wurde umgebaut. In der ehemaligen Wassermühle wurde Korn gemahlen.
Das Landesdenkmalamt befand u. a.: „… orts-, wirtschafts- und technikgeschichtlicher, gebäudetypischer und ortsbildprägender Zeugniswert … .“